# پاره‌چین ساوانا–جنگلی گینه
پاره‌چین ساوانا–جنگلی گینه (به لاتین: Guinean forest–savanna mosaic) یک منطقهٔ مسکونی و جنگل در بنین است.